# Nowe Miasto (Wodzisław Śląski)
Nowe Miasto – dzielnica Wodzisławia Śląskiego, powstała w latach 60. XX wieku. Położone jest na pagórkowatym terenie wzdłuż ul. 26 Marca. Graniczy ze Starym Miastem, Wilchwami, Radlinem II oraz Osiedlami XXX-Lecia – Piastów – Dąbrówki.
Na jego terenie znajdują się osiedla mieszkaniowe oraz punkty handlowo-usługowe. Dzielnica liczy około 14 tys. mieszkańców.

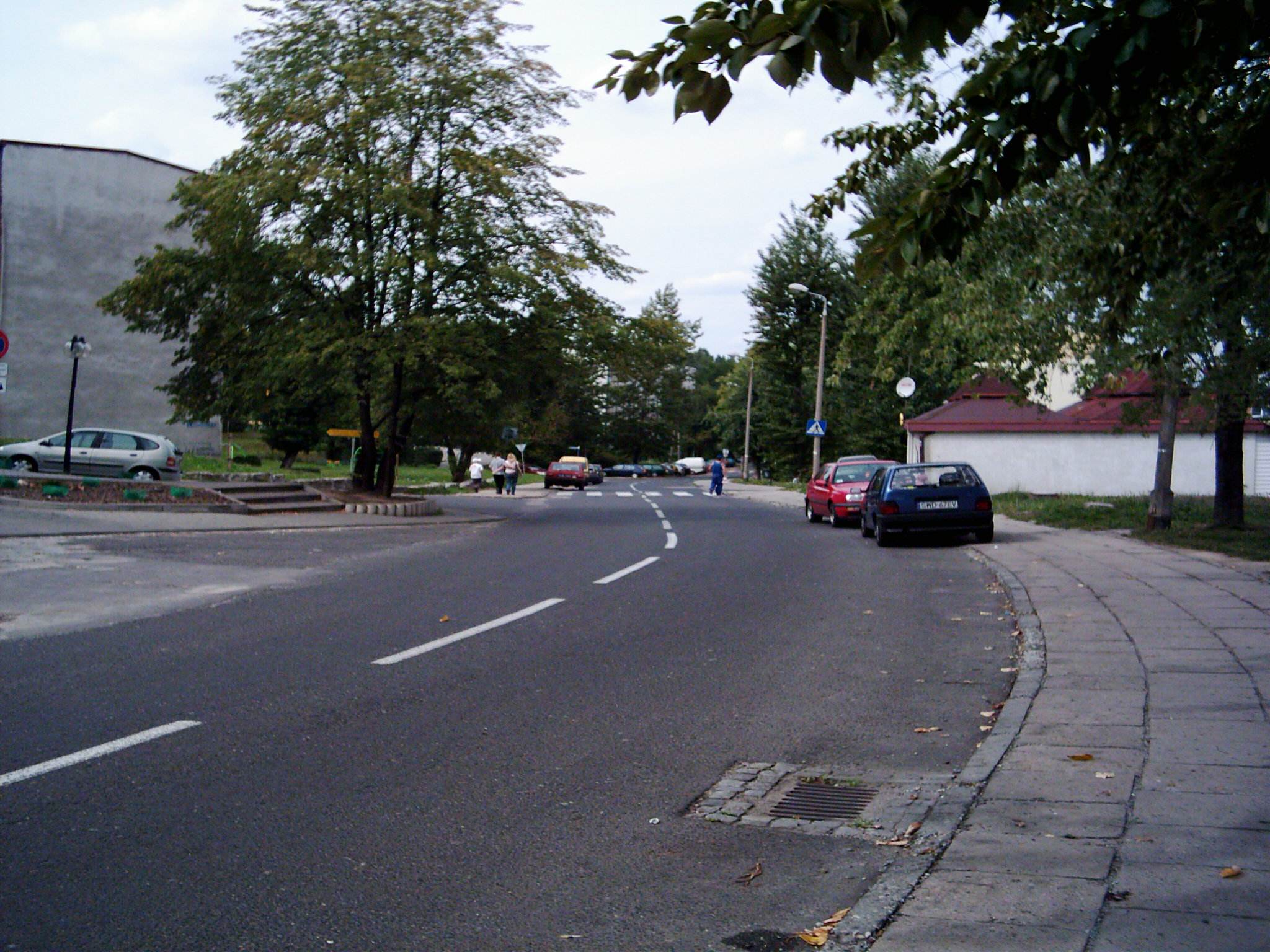
Jedno z wodzisławskich osiedli na Nowym Mieście – ul. kard. St. Wyszyńskiego

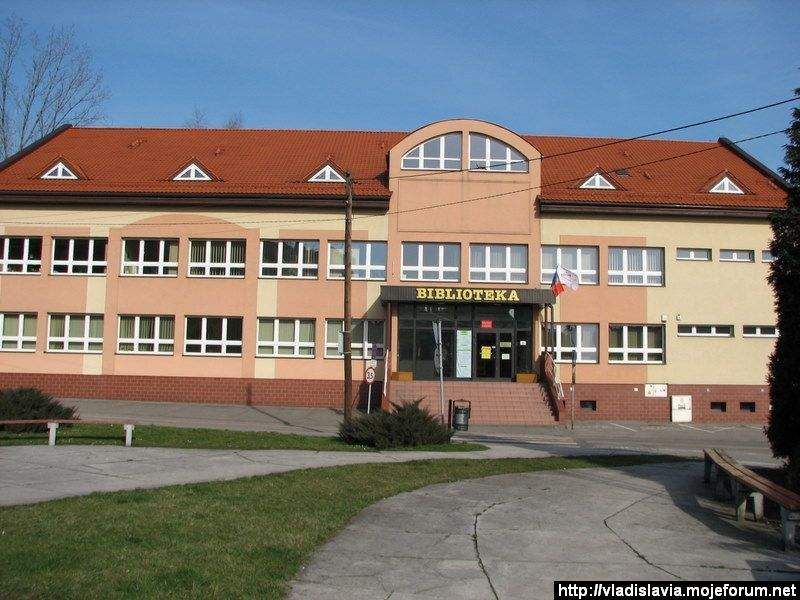
Miejska i Powiatowa Biblioteka Publiczna, ul. Daszyńskiego 2

## Historia Nowego Miasta

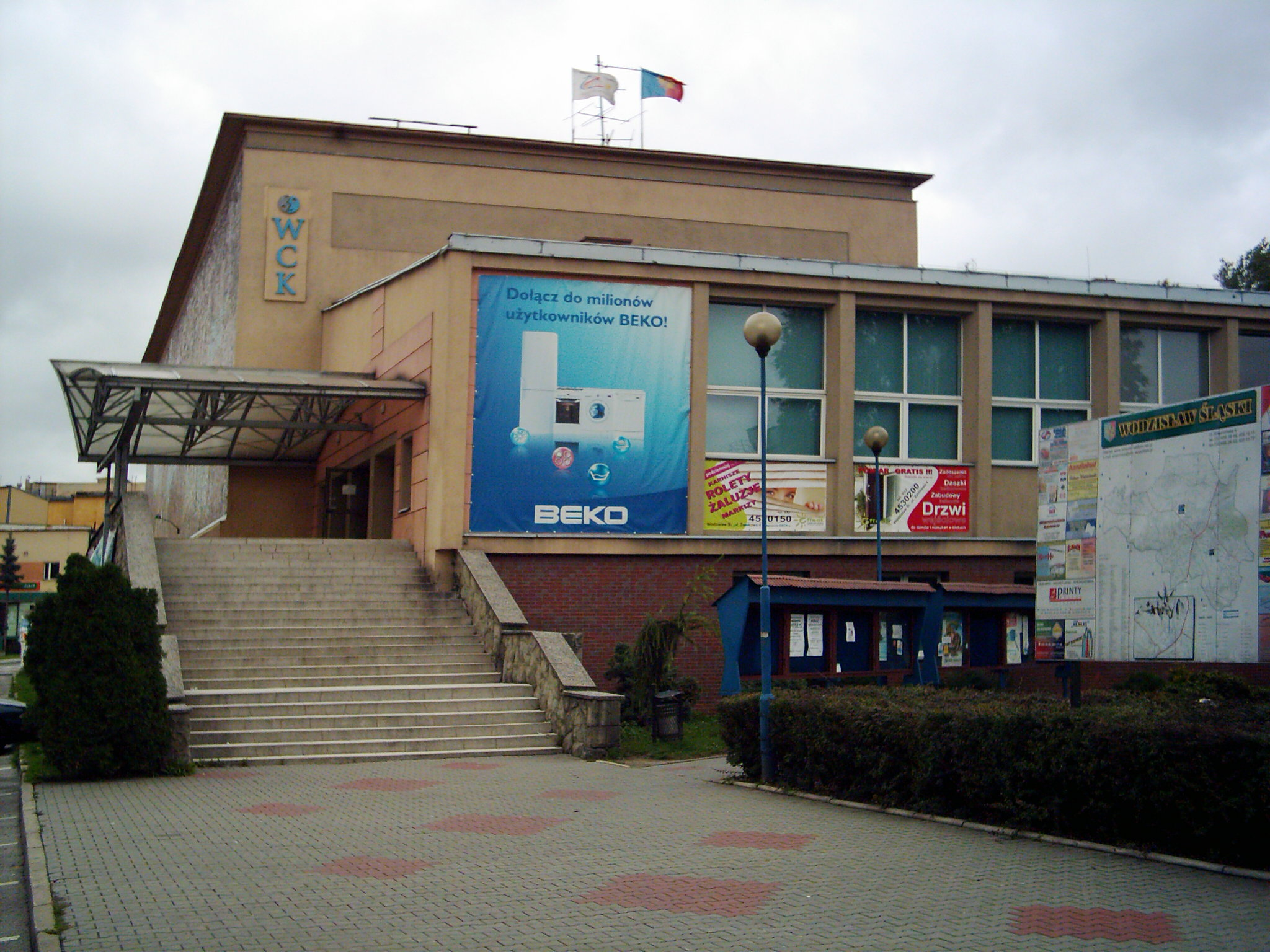
WCK na Nowym Mieście w Wodzisławiu Śląskim

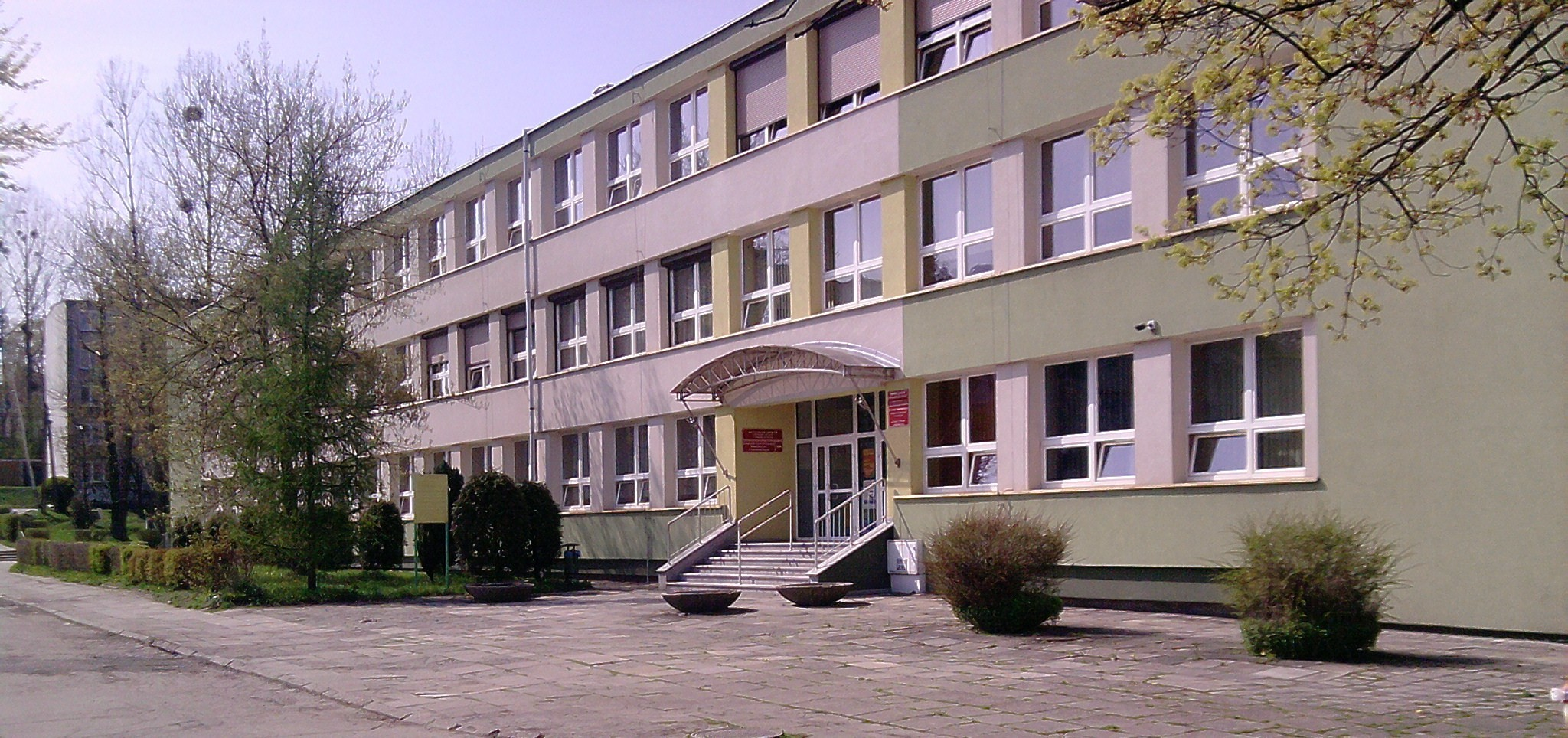
LO II im. ks. Tishnera w Wodzisłąwiu Śląskim (dawniej LO III im. Moniuszki)

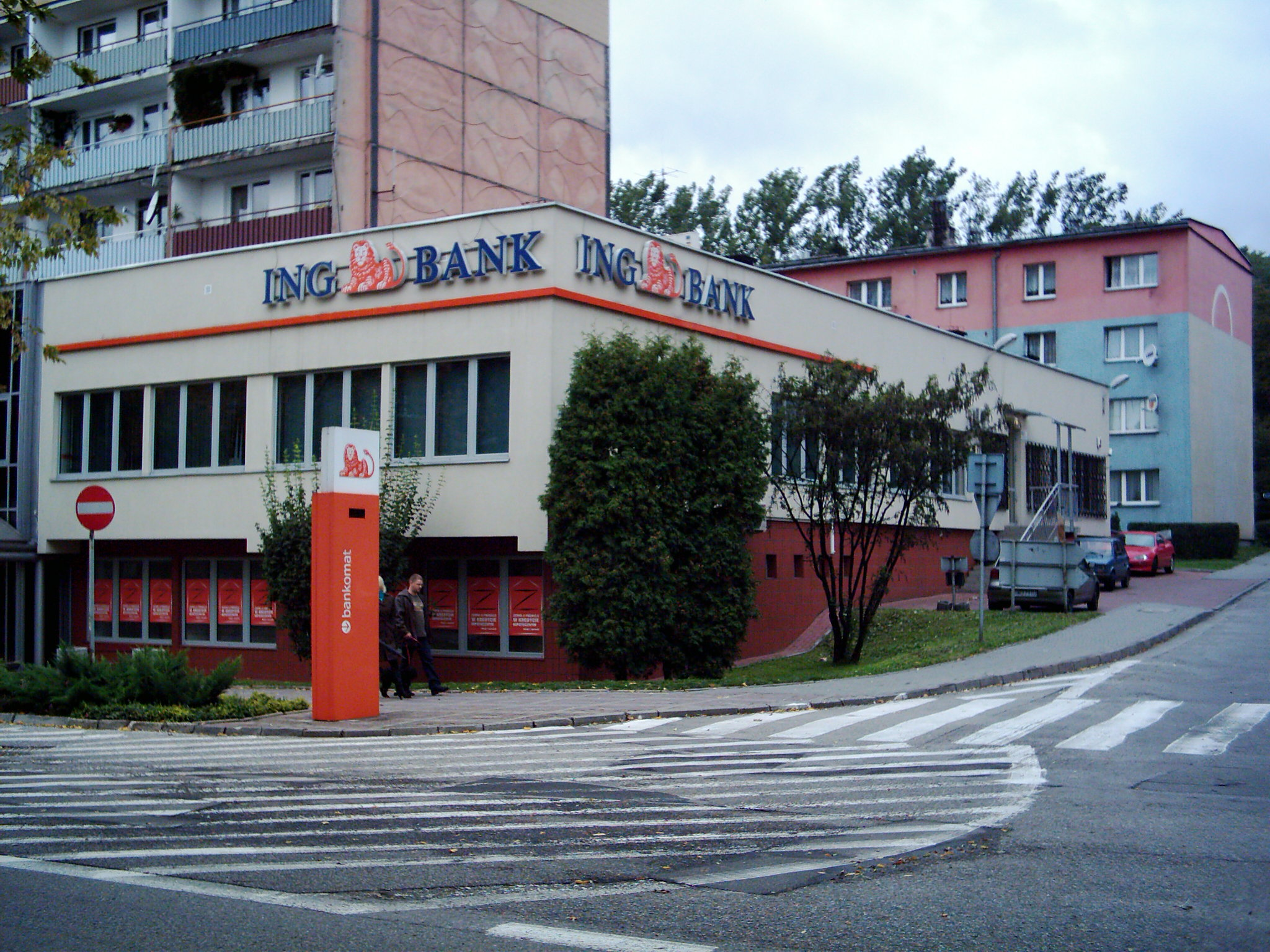
Siedziba oddziału ING Banku Śląskiego na Nowym Mieście w Wodzisławiu Śląskim

Tereny, na których położone jest Nowe Miasto, przez poprzednie stulecia nie były częścią Wodzisławia, gdyż znajdowały się poza terenem miasta. Fakt ten potwierdzają plany miasta z XIX w. oraz to, że są położone za ul. Wałową co oznaczało, że tereny położone są poza obrębem dawnych murów miejskich. Nie wiadomo jak dawniej wyglądały te ziemie, najprawdopodobniej był tu las, później łąki oraz pola należące do Piastów Raciborskich, a następnie książąt Opawskich. Od 1502 roku ziemie, na których obecnie leży Nowe Miasto, były częścią folwarku, należącego do właścicieli Wodzisławia i Wodzisławskiego Państwa Stanowego. O wodzisławskim folwarku wspomina w swojej kronice Franciszek Ignacy Henke. Także na starych mapach z XIX w. zaznaczony jest folwark dominialny, należący do gminy zamkowej oraz dawna droga do Rybnika (obecna ul. Daszyńskiego). Według planu Jurziczki na obecnym Placu Gladbeck znajdował się plac Targowy, a z mapy Henkego wynika, że w miejscu Placu Gladbeck biegła ulica Folwarczna (niem. Vorwerk-G), a w miejscu początkowego śladu dzisiejszej ul. 26 Marca biegła droga polna na folwark.
Na początku XX w. właścicielem folwarku był górnośląski przemysłowiec Fritz von Friedlaender-Fuld, a po jego śmierci w 1917 r. właścicielką stała się jego córka Anne Marie von Friedlaender Fuld, która wydzierżawiła folwark Rybnickiemu Gwarectwu Węglowemu. Następnie dzierżawił je Józef Gawlik z Wodzisławia. W latach 30. i 40. XX w. ziemie te dzieliły się na część większą i mniejszą. Mniejsza stanowiła zaplecze mieszkalno-gospodarcze, zaś większa były to pola uprawne. W marcu 1945 roku Niemcy ustawili cztery działa przeciwlotnicze. Pod koniec II Wojny światowej zniszczeniu uległa Stolarnia, która stała w miejscu dzisiejszego WCK. Po zakończeniu II Wojny Światowej ziemie folwarku przejął PGR. Rozwój górnictwa, budowa kopalni 1 Maja, zmusiły władze miejskie do podjęcia decyzji o rozbudowie miasta, i w ten sposób ziemie folwarku zostały pod koniec lat 50. XX wieku przeznaczone pod budownictwo mieszkaniowe. 1 lipca 1959 roku zostały wkopane fundamenty pod budowę SP nr 3, była to pierwsza szkoła w powiecie wodzisławskim, która została zbudowana na apel I sekretarza KC PZPR Władysława Gomułki: „1000 szkół na 1000-lecie państwa polskiego”. W 1962 roku uroczyście otwarto budynek ww. szkoły. Stopniowo likwidowano zabudowania folwarku, a w ich miejscu powstawały wieżowce, sklepy i osiedla „Nowego Miasta”. Powyżej boiska SP3 zbudowano Szkołę Budowlaną, której uczniowie wznosili dzielnicę. W 1975 r. szkołę przeniesiono na ul. Pszowską, a w jej miejscu otworzono Państwową Szkołę Muzyczną I stopnia. W 1973 r. do użytku oddano budynek Miejskiej Biblioteki Publicznej przy ówczesnej ulicy F. Dzierżyńskiego (obecnie ul. Daszyńskiego). Na początku lat siedemdziesiątych zakończono budowę Szpitala Miejskiego przy ul. 26 Marca. Pod koniec lat 70. XX wieku KWK 1 Maja wybudowała budynek Narodowego Banku Polskiego (od lat 90. siedziba Banku Śląskiego).

## Komunikacja
Przez Nowe Miasto przebiega droga krajowa nr 78, jednak ze względu na kongestię, praktyczniej jechać do centrum ul. 26 Marca, która bezpośrednio łączy Stare Miasto z Nowym Miastem. Północną część dzielnicy przecina obwodnica wewnątrzmiejska, tzw. „droga zbiorcza”, która łączy drogę wojewódzką nr 932 poprzez DK 78 z drogą wojewódzką nr 933. Na terenie dzielnicy znajdują się cztery ronda:
| Nazwa ronda   | Skrzyżowanie ulic                            | Dzielnica   |
| ------------- | -------------------------------------------- | ----------- |
| Karvina       | Jana Pawła II – Rybnicka – Witosa – Dworcowa | Nowe Miasto |
| Sallaumines   | 26 Marca –                                   | Nowe Miasto |
| św. Wawrzyńca | 26 Marca – Jana Pawła II                     | Nowe Miasto |
| bez nazwy     | Baasenowa – Rybnicka                         | Nowe Miasto |

### Kolej

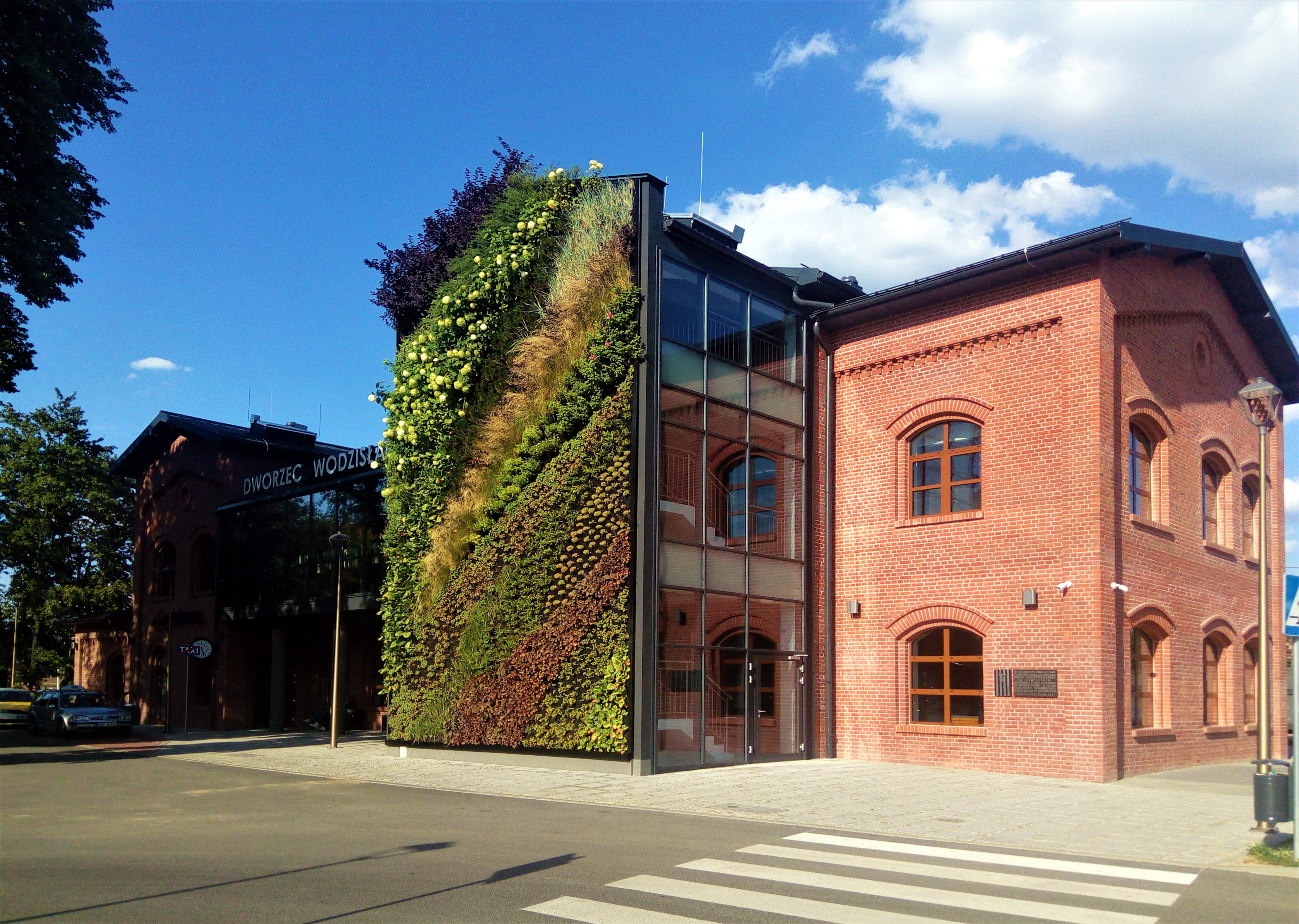
Dworzec PKP w Wodzisławiu Śląskim znajduje się w granicach administracyjnych Nowego Miasta

W granicach administracyjnych dzielnicy Nowe Miasto znajduje się dworzec kolejowy Wodzisław Śląski.

## Służba zdrowia
- Zespół Opieki Zdrowotnej
  - Szpital Powiatowy w Wodzisławiu Śląskim
- Niepubliczne Zakłady Opieki Zdrowotnej
- Ośrodek rehabilitacji i terapii dla dzieci i młodzieży

## Ubezpieczenia
- Inspektorat ZUS

## Pomoc Społeczna
- MOPS

## Edukacja
- SP Nr 3
- SP Nr 5
- Gimnazjum Nr 2 im. „Ziemi Wodzisławskiej”
- Liceum Ogólnokształcące nr 1 im. 14 Pułku Powstańców Śląskich
- II Liceum Ogólnokształcące
- Policealne Studium NOTUS

## Handel
- Kaufland
- DyWyTa
- Tesco – zamknięto
- Biedronka
- Aldi
- E.Leclerc
- targowisko miejskie tzw. „Manhattan” (ul. Wyszyńskiego)

## Ulice
- 26 Marca
- Asnyka
- Daszyńskiego
- Dworcowa
- Harcerska
- Jana Pawła II
- Kubsza
- Łużycka
- Marklowicka
- Orzeszkowej
- Osiedle Przyjaźni
- PCK
- Piastowska
- Plac Zwycięstwa
- Pokoju
- Prusa
- Rondo Karvina
- Rondo Sallaumines
- Rondo św. Wawrzyńca
- Radlińska
- Radlińskie Chalupki
- Rybnicka
- Słoneczna
- Tysiąclecia
- Wałowa
- Waryńskiego
- Witosa
- Wojska Polskiego
- Wyszyńskiego
- Żeromskiego

## Galeria

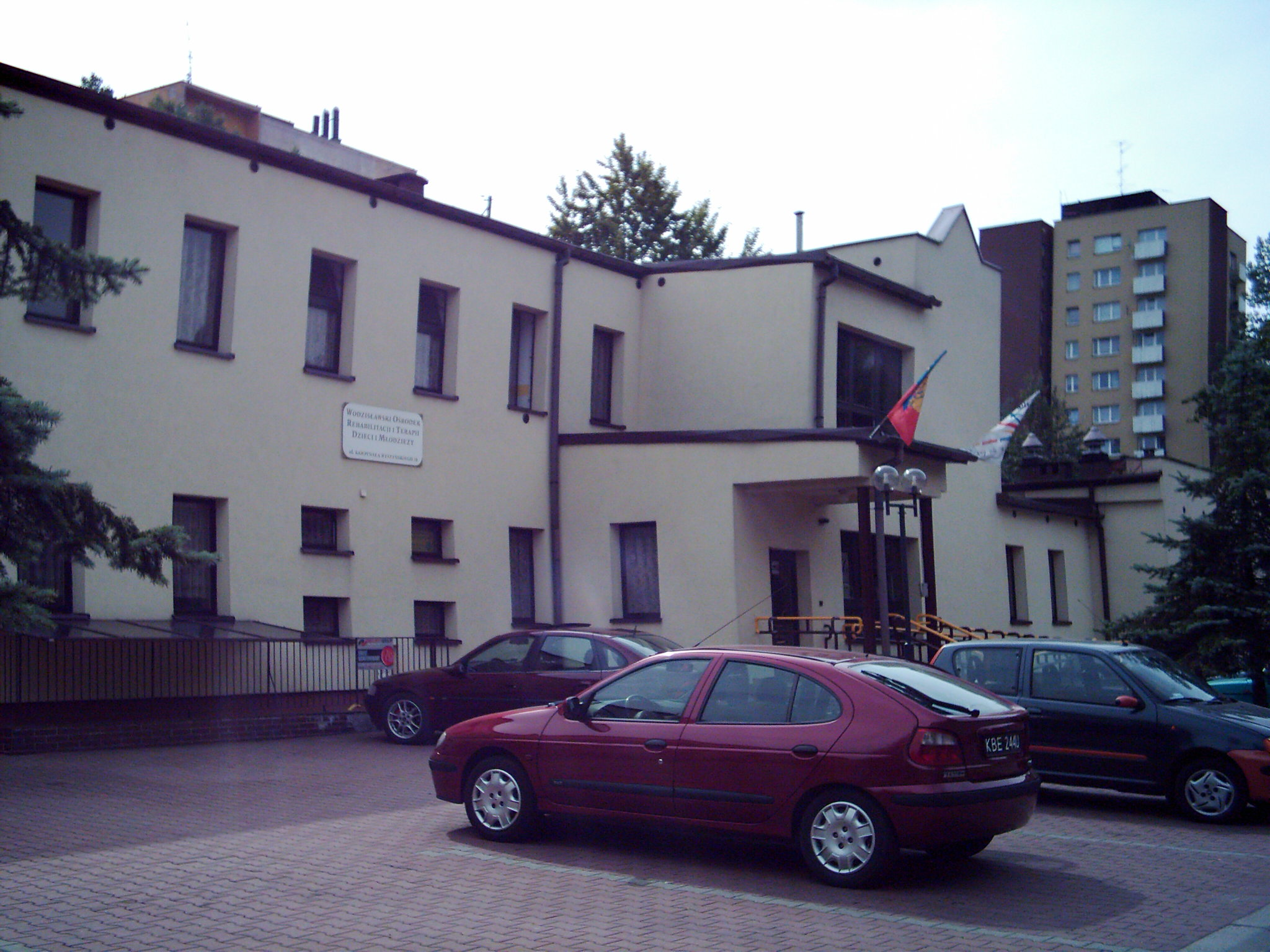
Wodzisławski Ośrodek dla dzieci niepełnosprawnych przy ul. Wyszyńskiego
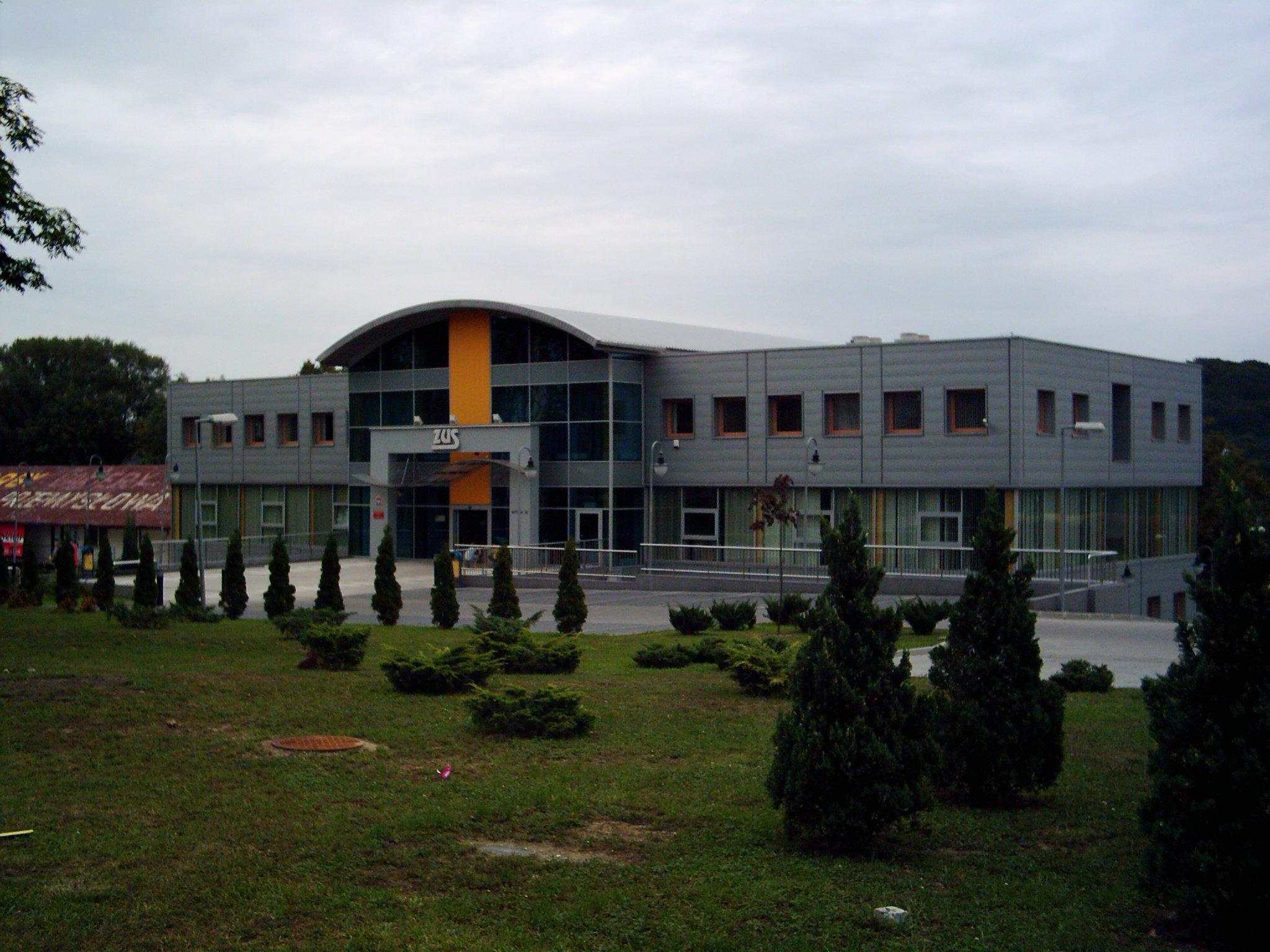
Siedziba ZUS przy ul. W. Witosa
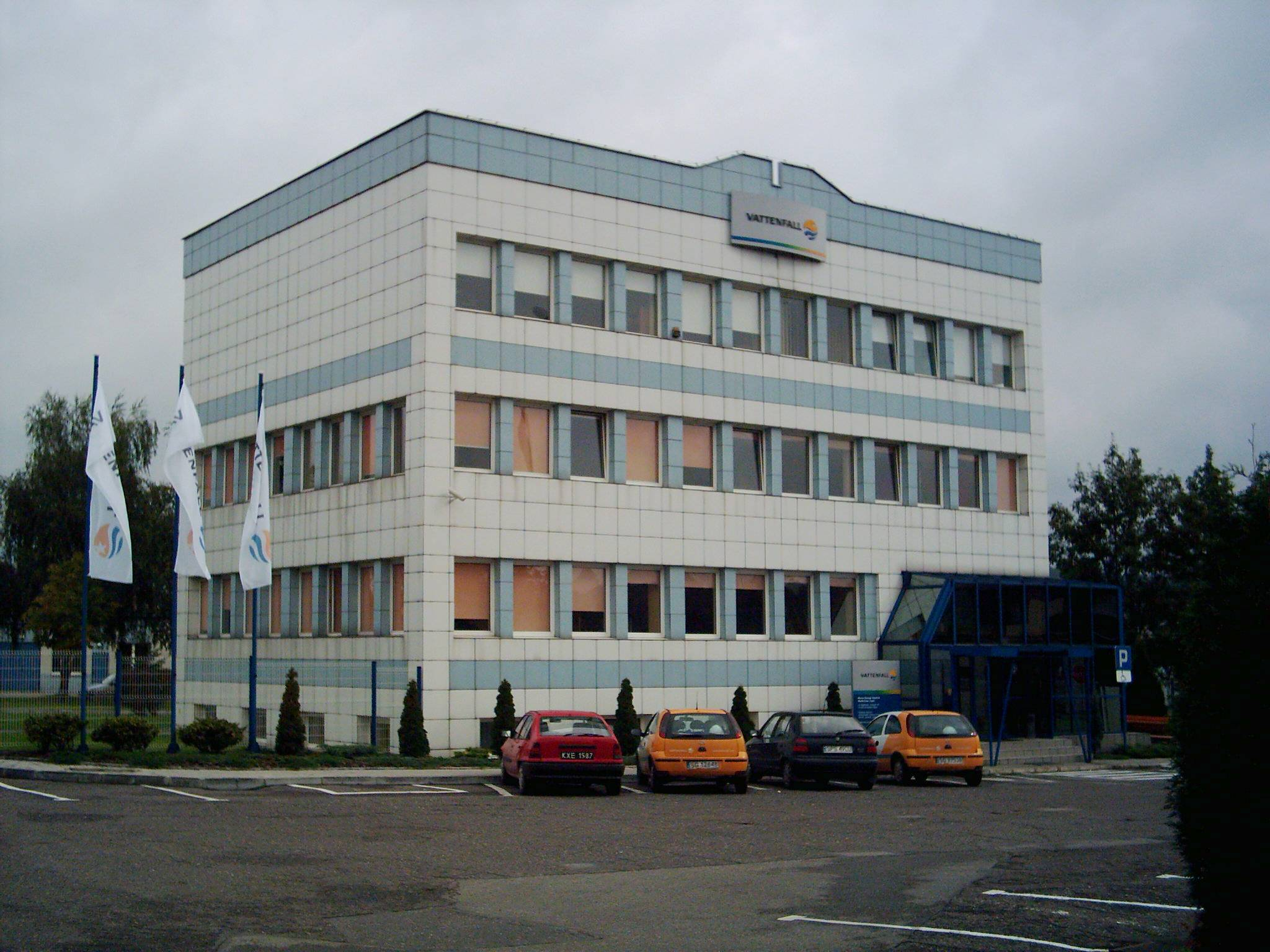
Siedziba Biura obsługi klienta Vattenfall na Nowym Mieście
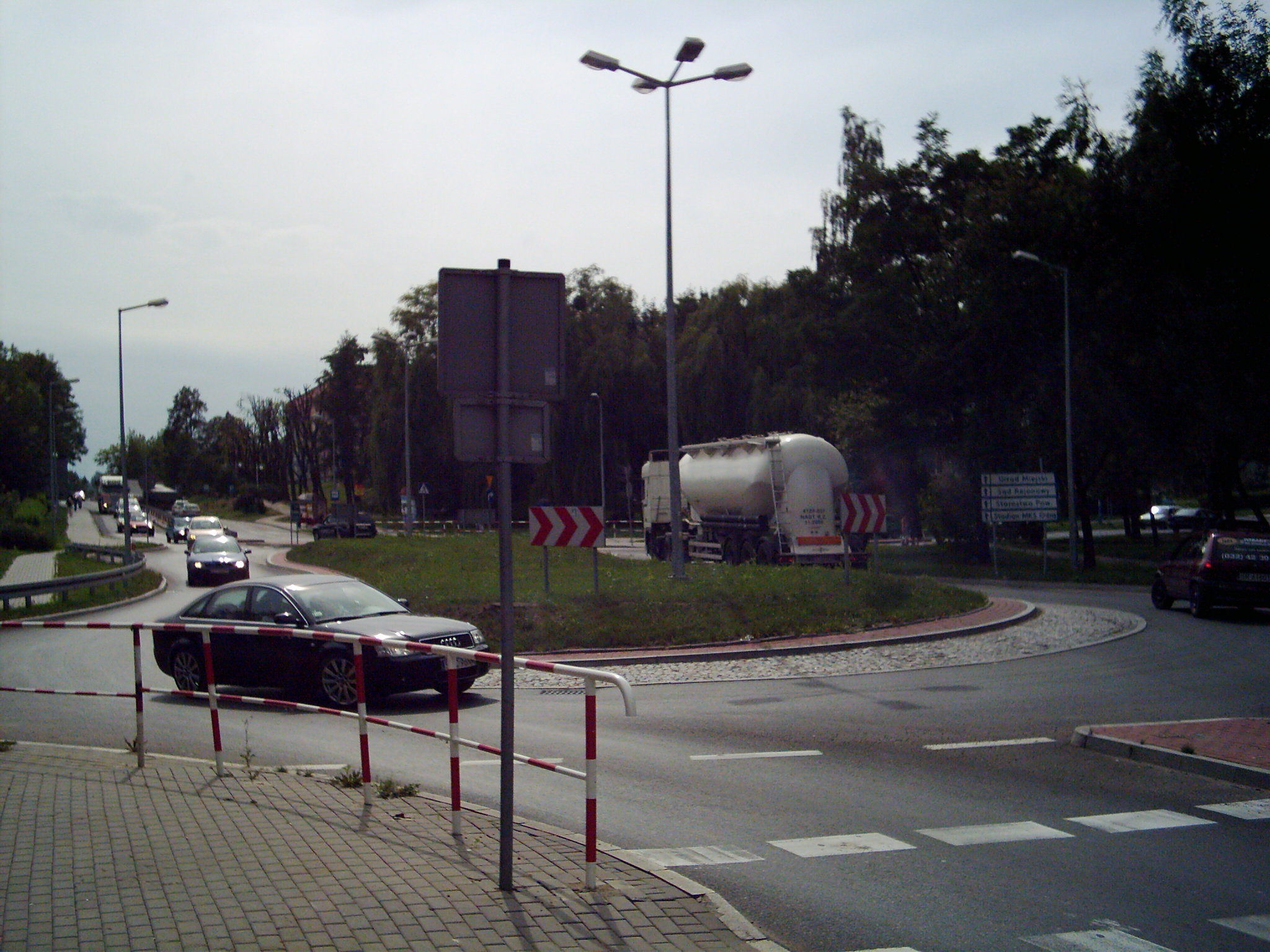
Rondo Karvina na DK 78